# Cantó de Corbeil-Essonnes-Oest
El cantó de Corbeil-Essonnes-Oest és un antic cantó francès del departament d'Essonne, que estava situat al districte d'Évry. Comptava amb 1 municipi i part del de Corbeil-Essonnes.
Al 2015 va desaparèixer i el seu territori va passar a formar part del nou cantó de Corbeil-Essonnes.

## Municipis
- Corbeil-Essonnes (part)
- Villabé

## Història
| Data d'elecció                           | Identitat          | Partit        | Qualitat |
| ---------------------------------------- | ------------------ | ------------- | -------- |
| 1945-1949                                | Marie Roche        | PCF           |          |
| 1949-1967                                | Paul-Roger Métayer | RGR-Centrista |          |
| 1967-1976                                | Roger Combrisson   | PCF           |          |
| 1976-1985                                | Aline Marti        | PCF           |          |
| 1985-1992                                | Roger Combrisson   | PCF           |          |
| 1992-1998                                | Marie-Anne Lesage  | PCF           |          |
| 1998-                                    | Bruno Piriou       | PCF           |          |
| les dades anteriors no són pas conegudes |                    |               |          |
|                                          |                    |               |          |

## Demografia
| A partir de 1990: Població sense dobles comptes |